# Philip Embury Browning

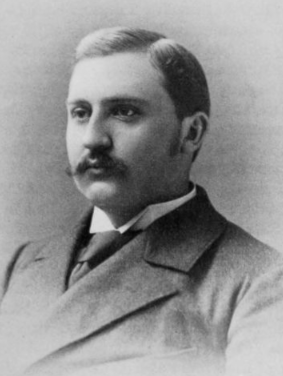

Philip Embury Browning (* 9. September 1866 in Rhinebeck, New York; † 2. Januar 1937) war ein US-amerikanischer Chemiker.
Er absolvierte das Eastman Business College in Poughkeepsie und studierte ab 1885 an der Yale University, wo er 1889 zum A.B. graduierte. Er wurde zunächst Assistent für Chemie, promovierte 1892 zum Dr. phil. und studierte 1893 an der Universität München bei Krüss. Im folgenden Jahr wurde er an der Yale University Instructor und 1898 Assistenzprofessor der Chemie. 1929–1932 war er Associated Professor und Curator of chemical exhibition der Yale University.
Er forschte zur qualitativen chemischen Analyse und mit Gooch zu Seltenen Elementen.
Er wurde Mitglied der American Chemical Society, ab 1900 Mitglied des New Haven City Council und 1903–04 republikanischer Kongressabgeordneter.
| Personendaten    | Personendaten              |
| ---------------- | -------------------------- |
| NAME             | Browning, Philip Embury    |
| KURZBESCHREIBUNG | US-amerikanischer Chemiker |
| GEBURTSDATUM     | 9. September 1866          |
| GEBURTSORT       | Rhinebeck                  |
| STERBEDATUM      | 2. Januar 1937             |